# Peremoha (obwód winnicki)
Peremoha (ukr. Перемога) – wieś na Ukrainie, w obwodzie winnickim, w rejonie chmielnickim, w hromadzie Machniwka. W 2001 liczyła 618 mieszkańców, spośród których 608 wskazało jako ojczysty język ukraiński, a 10 rosyjski.